# Nothopsyche ulmeri
Nothopsyche ulmeri är en nattsländeart som beskrevs av Schmid 1952. Nothopsyche ulmeri ingår i släktet Nothopsyche och familjen husmasknattsländor. Inga underarter finns listade i Catalogue of Life.